# Carlo Tagnin
Carlo Tagnin  est un footballeur italien né le 18 novembre 1932 à Alexandrie et mort le 13 mars 2000 à Alexandrie. Il évoluait au poste de milieu de terrain.

## Biographie

### En club
Carlo Tagnin est formé au Torino FC,.
Il est d'abord prêté à l'Alexandrie Calcio lors de la saison 1952-1953,.
En 1954, il rejoint l'AC Monza, club qu'il représente jusqu'en 1957,.
Lors de la saison 1957-1958, Carlo Tagnin retrouve l'Alexandrie Calcio,.
En 1958, il est transféré à la Lazio de Rome. Avec le club romain, il est vainqueur de la Coupe d'Italie en 1958,.
En 1959, il rejoint le SSC Bari qu'il représente pendant trois saisons,.
Carlo Tagnin est ensuite joueur de l'Inter Milan,.
Avec l'Inter Milan, il est sacré Champion d'Italie en 1963 et 1965.
Il remporte la Coupe des clubs champions en 1963-64 et en 1964-65 : lors de la campagne 1963-1964, Carlo Tagnin dispute neuf matchs dont la finale contre le Real Madrid remportée 3-1.
L'Inter remporte la Coupe intercontinentale en 1964.
Après une dernière saison 1965-1966 avec l'Alexandrie Calcio, il raccroche les crampons,.
Le bilan de sa carrière en club s'élève à 102 matchs en Serie A (5 buts), 13 matchs en Coupe d'Europe des clubs champions et deux rencontres en Coupe intercontinentale.

### Entraîneur
Il entraîne de nombreux clubs italiens après sa carrière de joueur.

## Palmarès
| SS Lazio - Coupe d'Italie (1) : - Vainqueur : 1957-58.                                                                  |  | Inter Milan \| - Coupe intercontinentale (1) : - Vainqueur : 1964. - Coupe des clubs champions (2) : - Vainqueur : 1963-64 et 1964-65. \| \| - Championnat d'Italie (2) : - Champion : 1962-63 et 1964-65. \| |
| - Coupe intercontinentale (1) : - Vainqueur : 1964. - Coupe des clubs champions (2) : - Vainqueur : 1963-64 et 1964-65. |  | - Championnat d'Italie (2) : - Champion : 1962-63 et 1964-65. |